# Llista de destinacions turístiques mundials
Les destinacions turístiques mundials són recopilades per l'Organització Mundial del Turisme (OMT) com a part de la seva publicació del Baròmetre del turisme Mundial.

## Principals destinacions turístiques el 2024 per estat
| Rang | Destinació   | Arribades de turistes internacionals (2018) | Arribades de turistes internacionals (2017) | Canvi (2017 a 2018) (%) | Canvi (2016 a 2017) (%) |
| ---- | ------------ | ------------------------------------------- | ------------------------------------------- | ----------------------- | ----------------------- |
| 1    | França       | 89.4 milions                                | 86.9 milions                                | 2.9                     | 5.1                     |
| 2    | Espanya      | 82.8 milions                                | 81.9 milions                                | 1.1                     | 8.7                     |
| 3    | Xina         | 62.9 milions                                | 60.7 milions                                | 3.6                     | 2.5                     |
| 4    | Estats Units | 79.6 milions                                | 76.9 milions                                | 3.5                     | 0.7                     |
| 5    | Itàlia       | 62.1 milions                                | 58.2 milions                                | 6.7                     | 11.2                    |
| 6    | Mèxic        | 41.4 milions                                | 39.3 milions                                | 5.5                     | 12.0                    |
| 7    | Turquia      | 45.8 milions                                | 37.6 milions                                | 21.7                    | 24.1                    |
| 8    | Regne Unit   | 36.3 milions                                | 37.6 milions                                | 3.5                     | 5.1                     |
| 9    | Alemanya     | 38.9 milions                                | 37.5 milions                                | 3.8                     | 5.2                     |
| 10   | Tailàndia    | 38.3 milions                                | 35.5 milions                                | 7.9                     | 9.1                     |

## Principals destinacions turístiques el 2010 per estat
D'un total mundial de 903 milions de turistes el 2007, els següents són els 50 estats més visitats:
| Rang | País                 | Arribades de turistas internacionals |
| ---- | -------------------- | ------------------------------------ |
| 1    | França               | 79.3 milions                         |
| 2    | Estats Units         | 58.0 milions                         |
| 3    | Xina                 | 56 milions                           |
| 4    | Espanya              | 53 milions                           |
| 5    | Itàlia               | 42.7 milions                         |
| 6    | Regne Unit           | 30.1 milions                         |
| 7    | Ucraïna              | 25.3 milions                         |
| 8    | Alemanya             | 24.8 milions                         |
| 9    | Turquia              | 24.9 milions                         |
| 10   | Mèxic                | 22.6 milions                         |
| 11   | Malàisia             | 22.0 milions                         |
| 12   | Àustria              | 21.9 milions                         |
| 13   | Rússia               | 20.6 milions (2007)                  |
| 14   | Hong Kong            | 17.3 milions                         |
| 15   | Grècia               | 17.5 milions (2007)                  |
| 16   | Canadà               | 17.1 milions                         |
| 17   | Polònia              | 12.9 milions                         |
| 18   | Tailàndia            | 14.5 milions                         |
| 19   | Macau                | 10.6 milions                         |
| 20   | Portugal             | 12.3 milions (2007)                  |
| 21   | Aràbia Saudita       | 14.7 milions                         |
| 22   | Egipte               | 12.2 milions                         |
| 23   | Països Baixos        | 10.1 milions                         |
| 24   | Sud-àfrica           | 9.5 milions                          |
| 25   | Croàcia              | 9.4 milions                          |
| 26   | Hongria              | 8.8 milions                          |
| 27   | Suïssa               | 8.6 milions                          |
| 28   | Japó                 | 8.3 milions                          |
| 29   | Irlanda              | 8.0 milions                          |
| 30   | Marroc               | 7.8 milions                          |
| 31   | Singapur             | 7.7 milions                          |
| 32   | Brasil               | 5.1 milions                          |
| 33   | Emirats Àrabs Units  | 7,4 milions                          |
| 34   | Bèlgica              | 7.1 milions                          |
| 35   | Tunísia              | 7.0 milions                          |
| 36   | Corea del Sud        | 6.8 milions                          |
| 37   | República Txeca      | 6.6 milions                          |
| 38   | Indonèsia            | 6.2 milions                          |
| 39   | Bulgària             | 5.7 milions                          |
| 40   | Austràlia            | 5.5 milions                          |
| 41   | Índia                | 5.3 milions                          |
| 42   | Suècia               | 5.2 milions(2007)                    |
| 43   | Argentina            | 5,2 milions                          |
| 44   | Bahrain              | 4.9 milions(2007)                    |
| 45   | Dinamarca            | 4.5 milions                          |
| 46   | Noruega              | 4.4 milions                          |
| 47   | Vietnam              | 4.2 milions                          |
| 48   | República Dominicana | 4.1 milions                          |
| 49   | Taiwan               | 3.8 milions                          |
| 50   | Puerto Rico          | 3.6 milions                          |

## Principals destinacions turístiques el 2007 per estat
D'un total mundial de 903 milions de turistes el 2007, els següents són els 50 països més visitats:.
| Rang | País                 | Arribades de turistes internacionals |
| ---- | -------------------- | ------------------------------------ |
| 1    | França               | 81.9 milions                         |
| 2    | Espanya              | 59.2 milions                         |
| 3    | Estats Units         | 56.0 milions                         |
| 4    | Xina                 | 54.7 milions                         |
| 5    | Itàlia               | 43.7 milions                         |
| 6    | Regne Unit           | 30.7 milions                         |
| 7    | Alemanya             | 24.4 milions                         |
| 8    | Ucraïna              | 23.1 milions                         |
| 9    | Turquia              | 22.2 milions                         |
| 10   | Mèxic                | 21.4 milions                         |
| 11   | Malàisia             | 21.0 milions                         |
| 12   | Austria              | 20.8 milions                         |
| 13   | Rússia               | 20.2 milions                         |
| 14   | Canadà               | 17.9 milions                         |
| 15   | Hong Kong            | 17.2 milions                         |
| 16   | Grècia               | 16 milions (2006)                    |
| 17   | Polònia              | 15.0 milions                         |
| 18   | Tailàndia            | 14.5 milions                         |
| 19   | Macau                | 12.9 milions                         |
| 20   | Portugal             | 12.3 milions                         |
| 21   | Aràbia Saudita       | 11.5 milions                         |
| 22   | Països Baixos        | 11.0 milions                         |
| 23   | Egipte               | 10.6 milions                         |
| 24   | Croàcia              | 9.1 milions (2006)                   |
| 25   | Sud-àfrica           | 9.1 milions                          |
| 26   | Hongria              | 8.6 milions                          |
| 27   | Suïssa               | 8.4 milions                          |
| 28   | Japó                 | 8.3 milions                          |
| 29   | Singapur             | 8.0 milions                          |
| 30   | Irlanda              | 8 milions (2006)                     |
| 31   | Marroc               | 7.4 milions                          |
| 32   | Emirats Àrabs Units  | 7.1 milions (2005)                   |
| 33   | Bèlgica              | 7.0 milions                          |
| 34   | Tunísia              | 6.8 milions                          |
| 35   | República Txeca      | 6.7 milions                          |
| 36   | Corea del Sud        | 6.4 milions                          |
| 37   | Indonèsia            | 5.5 milions                          |
| 38   | Suècia               | 5.2 milions                          |
| 39   | Bulgària             | 5.2 milions                          |
| 40   | Austràlia            | 5.1 milions (2006)                   |
| 41   | Brasil               | 5.0 milions                          |
| 42   | Índia                | 5.0 milions                          |
| 43   | Dinamarca            | 4.7 milions (2006)                   |
| 44   | Argentina            | 4.6 milions                          |
| 45   | Bahrain              | 4.5 milions (2006)                   |
| 46   | Vietnam              | 4.2 milions                          |
| 47   | República Dominicana | 4.0 milions                          |
| 48   | Noruega              | 3.9 milions (2006)                   |
| 49   | Taiwan               | 3.7 milions                          |
| 50   | Panamà               | 3.7 milions                          |